# Борзов Сергій Сергійович
Сергій Сергійович Борзов (нар. 12 квітня 1980, Вінниця) — український менеджер та політик. Голова Вінницької облдержадміністрації з 18 червня 2020 року по 25 червня 2024 року.

## Життєпис
Закінчив історичний факультет Вінницького педагогічного університету.
2006—2011 — директор команди КВН «Вінницькі перці».
З 2011 до 2012 рік — директор команди КВК «Збірна України». 
З червня 2014 року —  серпень 2019 — заступник Керівника Державного управління справами.
З серпня 2019 — червень 2020 року — Керівник Державного управління справами.
28 серпня 2015 — 23 липня 2016, 11 червня — 1 серпня 2019 — тимчасово виконував обов'язки керівника ДУС. 
2006 року — кандидат у депутати Вінницької міської ради 5-го від партії «Ліберальна Україна». 2010 року був кандидатом у депутати Вінницької обласної ради 6-го від партії «Фронт Змін».
Член Ради з питань розвитку Національного культурно-мистецького та музейного комплексу «Мистецький арсенал».
1 серпня 2019 — 19 червня 2020 — керівник Державного управління справами (ДУС)
З 19 червня 2020 по 25 червня 2024 року — голову Вінницької ОДА, замінив на цій посаді Владислава Скальського.
Кандидат на посаду міського голови Вінниці у 2020 року від партії «Слуга народу». Голова фракції «Слуга народу» у Вінницькій міськраді.
Державний службовець 2-го рангу.

## Родина
Дружина — громадська діячка та політик Ірина Борзова.

## Нагороди
Почесний нагрудний знак Головнокомандувача Збройних сил України «За сприяння війську» (4 жовтня 2022)